# Mario Traxl
Mario Traxl (* 30. Mai 1964 in Münchendorf) ist ein ehemaliger österreichischer Radrennfahrer.
Zweimal wurde Mario Traxl, Mitglied der „Innsbrucker Schwalben“, Österreichischer Staatsmeister im Straßenrennen, 1989 und 1994. Mehrfach gelangen ihm während seiner Radsportkarriere Etappensiege bei der Österreich-Rundfahrt.
1987 fuhr Traxl gemeinsam mit Johann Lienhart, Bernhard Rassinger und Helmut Wechselberger zum dritten Gesamtrang im 100 km Mannschaftszeitfahren bei den UCI-Straßen-Weltmeisterschaften in Villach. Im Straßeneinzelrennen wurde er als 14. bester Österreicher. 1988 nahm er bei den Olympischen Spielen in Seoul teil und belegte im olympischen Straßenrennen den 22. Platz.